# 바리데기 (드라마)
《바리데기》는 MBC에서 1999년 4월 2일에 방영된 베스트극장이다.

## 줄거리
딸 영란에게 모든 것이고 싶은 어머니의 욕망으로 빚어진 모녀의 갈등과 가정파괴의 모습을 보여준다. 어머니는 보호자로서의 역할을 버리고 영란에게 보호받고자 한다. 그런 엄마에게서 벗어나고픈 영란은 사랑없는 결혼을 해버린다.

## 등장 인물
- 강부자 : 영란의 어머니 역
- 윤유선 : 영란 역
- 선우재덕
- 권성덕
- 홍충민